# Верхнеастахов
Верхнеастахов — посёлок в Боковском районе Ростовской области. Входит в состав Земцовского сельского поселения.

## География
На хуторе имеются две улицы: Степная и Центральная.

## История
В 1987 году указом ПВС РСФСР поселку четвёртого отделения совхоза Красная Заря присвоено наименование Верхнеастахов.

## Население
| 1989 | 2002 | 2010 |
| ---- | ---- | ---- |
| 85   | ↘8   | ↘6   |

## Достопримечательности
Территория Ростовской области была заселена ещё в эпоху неолита. Люди, живущие на древних стоянках и поселениях у рек, занимались в основном собирательством и рыболовством. Степь для скотоводов всех времён была бескрайним пастбищем для домашнего рогатого скота. От тех времен осталось множество курганов с захоронениями жителей этих мест. Курганы и курганные группы находятся на государственной охране.
Поблизости от территории хутора Верхнеастахов Боковского района расположено несколько достопримечательностей — памятников археологии. Они охраняются в соответствии с Федеральным законом от 25.06.2002 N 73-ФЗ «Об объектах культурного наследия (памятниках истории и культуры) народов Российской Федерации», Областным законом от 22.10.2004 N 178-ЗС «Об объектах культурного наследия (памятниках истории и культуры) в Ростовской области», Постановлением Главы администрации РО от 21.02.97 N 51 о принятии на государственную охрану памятников истории и культуры Ростовской области и мерах по их охране и др.
- Курган «Верхнеастаховский I». Расположен на расстоянии около 9,5 километров к северо-востоку от хутора Верхнеастахова.
- Курган «Верхнеастаховский II». Расположен на расстоянии около 8,0 километров к северо-востоку от хутора Верхнеастахова.
- Курган «Верхнеастаховский III». Расположен на расстоянии около 3,0 километров к югу от хутора Верхнеастахова.
- Курган «Верхнечирский I». Расположен на расстоянии около 1,6 километров к северо-востоку от хутора Верхнеастахова[6].